# Jugados
Jugados (anteriormente Juga2) fue un programa de televisión chileno que se emitió por Telecanal, de lunes a viernes a las 23:30 horas, conducido por Alfredo Alonso y Patricio Strahovsky.
Se estrenó el 9 de marzo de 2009 como un programa dedicado al fútbol chileno con una clara presencia de humor y entretenimiento, alejándose del formato de conversación seria de Como en la radio, el que fuera el programa deportivo de Telecanal desde 2006 a 2008, pareciéndose a los programas de la TV Argentina que tienen ese estilo (principalmente de TyC Sports).
En su primer mes de emisión los panelistas que acompañaban a Alfredo Alonso eran provenientes de espacios descontinuados del canal, es así como Patricio Yáñez y Juvenal Olmos provenían de Como en la radio, y Marisela Santibáñez y el periodista Eduardo Kuthe de Pura Noche. Además de ellos, Fernando Lasalvia, Alejandra Valle y la portorriqueña Mariana Quiles realizaban notas. Esta última personificaba a Rosalma Rivera, una sensual chica encargada de ir a seducir a los futbolistas en los entrenamientos y conferencias de prensa. Más tarde, Olmos y Yáñez abandonan el programa y hacen su arribo el exdefensa Marcelo Zunino y el actor Patricio Strahovsky, quienes debido a sus personalidades "chacoteras" hicieron que el programa perdiera su rumbo.
Es así como el 6 de julio de 2009 se dio inicio a la segunda temporada con el programa reformulado, siendo lo más notorio que el espacio deja de tener un "enfoque" de conversación deportva, a un espacio de humor. El set del programa se transformó en un departamento en donde se desarrollaban los sketches y se conversaba. En la conducción se sumó el actor Patricio Strahovsky, reviviendo así la dupla de los años '90 del TV Condoro en Chilevisión, se incorporaron a la participación diaria de las modelos Mariana Marino y Mariana Quiles, y la participación semanal de Pera Cuadra, Yamila Reyna, Marcelo Zunino y Marisela Santibáñez (luego de su paso por 1910). 
En septiembre de 2009, Mariana Marino deja el espacio y toma su lugar la Miss Playboy Argentina Yanina Filocamo, quien sólo alcanzó a estar un mes en Jugados, ya que el viernes 9 de octubre de 2009 se emitió el último capítulo.